# Беллегард, Иоганн Франц фон
Рейхсграф (с 1741) Иоганн Франц Беллегард (Бельгард; нем. Johann Franz von Bellegarde ; 1 июля 1707, Шамбери — 7 февраля 1769, Дрезден) — саксонский генерал от инфантерии (1768) и военный министр (1768—1769), андреевский и александровский кавалер (1758).

## Биография
Родился в 1707 году в Шамбери в герцогстве Савойском. В период правления курфюрста Саксонии и короля Польши Августа Сильного прибыл в Саксонию, где поступил лейтенантом в швейцарскую гвардию. В 1739 году от его преемника, Фридриха Августа II (который был также королём Польши под именем Августа III), получил звание подполковника. В 1741 году был пожалован в саксонские камергеры и получил от императрицы Марии-Терезии (по протекции саксонского курфюрста) титул рейхсграфа (имперского графа) в том же году.
В дальнейшем отказался от почётной должности капитан-лейтенанта гвардии и вместо получил под своё начало армейский пехотный полк.
Когда началась Вторая Силезская война, Беллегард активно участвовал в ней: в 1744 году сражался в Богемии и Моравии, в 1745 году — в  Силезии и самой Саксонии. Был повышен до генерал-майора. 15 декабря 1745 года попал в плен к пруссакам после битвы при Кессельсдорфе, но уже всего десять дней спустя, на Рождество 1745 года, в связи с подписанием Дрезденского мира, освобождён.
Назначенный ответственным за воспитание саксонских принцев Ксаверия и Карла, сопровождал их в нескольких заграничных поездках. В 1748 году полк Беллегарда и еще три полка были расформированы. Из четырех гренадерских (элитных) рот (по одной от каждого из полков) был сформирован отдельный гренадерский батальон численностью 700 человек, командиром которого стал Беллегард. Генерал-лейтенант (1748), тайный советник (1754).
В 1758 году, во время Семилетней войны, сопровождал в Санкт-Петербург принца Карла Саксонского, которого императрица Елизавета Петровна желала сделать (и, на весьма недолгое время, сделала) герцогом Курляндским. В Санкт-Петербурге Беллегард был удостоен высшего русского орден Андрея Первозванного, «в комплекте» с которым производилось награждение орденом Александра Невского. Со своей стороны, саксонский курфюрст предложил Беллегарду придворный чин обер-гофмейстера, от которого тот из скромности отказался.
В 1761 году он сопровождал принца Клеменса Саксонского через Спа (бельгийский курортный город, известный своими минеральными водами) в Версаль, а в 1762 году через Мюнхен (баварскую столицу) вернулся в Дрезден. После окончившего Семилетнюю войну Губертусбургского мира Беллегард стал губернатором дрезденского Нойштадта (1763). В июне 1768 года был произведён в генералы от инфантерии, а в сентябре того же года был сделан военным министром. 27 января 1769 года он присутствовал на свадьбе нового курфюрста Фридриха Августа I и принцессы Амалии, вскоре после этого заболел и скончался в Дрездене 7 февраля 1769 года.